# 都まんじゅう

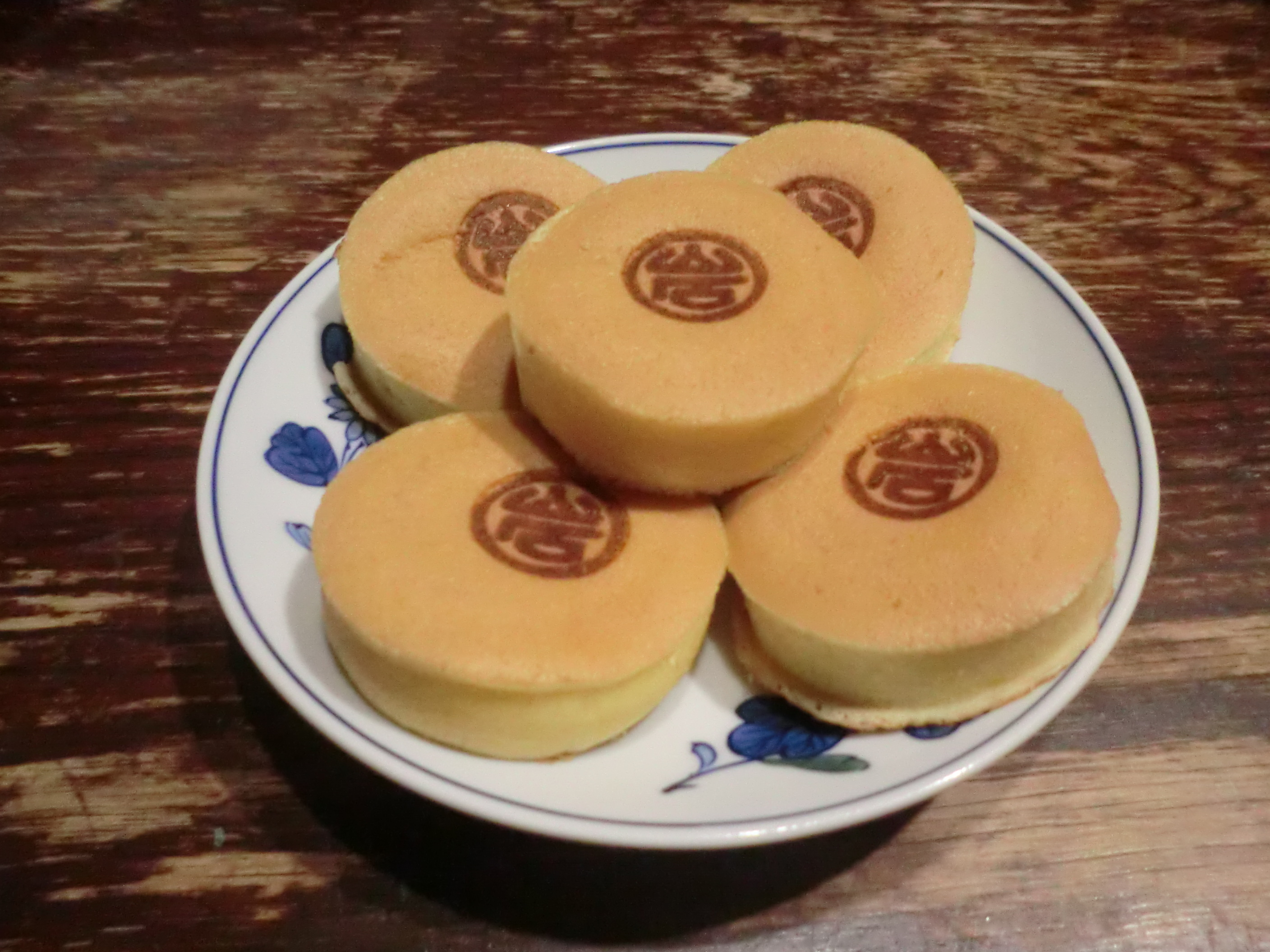
都まんじゅうの一例（金生饅頭）

都まんじゅう（みやこまんじゅう）とは、白あん等をカステラ風の生地で包んだ焼き饅頭。
日本中に次のような共通点を持つ異名同種の饅頭が存在する。
- 機械による自動製造
- 形は小型の今川焼（直径5cm、厚さ1.5cmほど）
- 表面に図柄等の焼印

元々は製造機械のメーカーでもある福岡県の城野鉄工所が、昭和10年頃に地元で菓子店を出店した後、東京に進出したことから「都まんじゅう」と名付けられ、製造機械の販売に伴い日本中に広まった。現在は愛知県の森川フードマシン株式会社が製造機械を販売している。

## 各地方での呼称、販売店等
- 「都まんじゅう」 - かるた屋（台東区上野）、つるや製菓（平塚市、八王子市、沼津市）、すずや（茅ヶ崎市）、みやまん（富士市、静岡市清水区、富士宮市）
- 「とうまん」 - 札幌市の冨士屋（丸井今井等）
- 「金萬」 - 秋田市の金萬本舗
- 「そごう饅頭」 - 千葉市の千葉そごう（廃業済）※参考
- 「千葉都まんじゅう」 - 千葉市
焼印がチーバくんのイラストとなっている。
- 「福まんじゅう」 - 杉並区の福家（2009年6月閉店）
- 「みやこまん」 - 横浜市の味里家
- 「鎌倉焼」 - 鎌倉市のアルブルノワール
- 「さいか屋まんじゅう」 - 横須賀市のさいか屋　*:焼印に小泉純一郎バージョンあり。
- 「河野太郎まんじゅう」 - 平塚市のつるや製菓
焼印が河野太郎のバージョン
- 「箱根まんじゅう」 - 箱根町湯本の菊川商店
- 「甲州都まんじゅう」 - 山梨県笛吹市の石わ　しらと屋
- 「カステラ饅頭」（松菱饅頭） - 浜松市の秋芳堂
- 「フランス饅頭」（カステラ饅頭） - 豊橋市のまつばら製菓
豊橋丸物百貨店時代は「丸物まんじゅう」、西武百貨店豊橋店に商号変更後は「西武まんじゅう」の名でも親しまれた。豊橋西武閉店後の現在は、豊橋市を中心に東海地方の催事出店で移動販売を行う。
- 「豊橋ええじゃないか饅頭」 - 豊橋市のかぶき屋
豊橋西武閉店後に、新たに地元企業が参入した新商品。
- 「文化饅頭」 - 名古屋三越栄本店（廃業済）※参考
- 「ミルク饅頭」 - 岐阜市の新岐阜百貨店（廃業済）※参考
- 「いせ丸饅頭」 - 伊勢市のいせ丸（おかげ横丁）、たいふく
- 「鹿まんじゅう」 - 兵庫県豊岡市の一柳堂
- 「ロンドン焼」 - 京都市新京極通のロンドンヤ
- 「清水焼き」 - 京都市清水寺付近
- 「大丸饅頭」 - 大丸の社章（1983年にCIを導入する以前の、丸の中に「大」を入れたロゴ）を入れていた。大阪市の大丸梅田店、福岡市の博多大丸福岡天神店にて2022年まで販売していた（阪神・淡路大震災までは大丸神戸店での限定販売だった）
- 「大阪都まんじゅう」 - 大阪市の夢操庵
- 「童子焼まんじゅう」 - 大阪府茨木市
- 「都まん」 - 高松市、高知市の都まん本舗
- 「秋穂まんじゅう」 - 山口市秋穂の道の駅あいお
- 「川棚まんじゅう」 - 下関市豊浦町川棚温泉
- 「井筒屋饅頭」 - 北九州市の井筒屋小倉本店
以前は「都饅頭」と称していた。
- 「かねやす饅頭」 - 小倉市のかねやす百貨店（廃業済）※参考
- 「たろちゃん饅頭」 - 飯塚市の飯塚井筒屋（閉店）※参考
「井筒屋饅頭」の焼印違いで、麻生太郎のイラストとなっている。
- 「回転玉屋まんじゅう」 - 佐世保市の佐世保玉屋
- 「鶴屋饅頭」 - 熊本市の鶴屋百貨店
以前は「千両饅頭」と称していた。もともと銀丁百貨店（1976年閉業）で店頭販売していた「銀丁饅頭」が鶴屋百貨店に移転した。
- 「いちょう小町饅頭」 - 熊本市の県民百貨店（廃業済）※参考
くまモンバージョンあり。
- 「橘文化饅頭」 - 宮崎市の橘百貨店（閉店）※参考
- 「金生饅頭（まるいわ饅頭）」 - 鹿児島市の山形屋は金生饅頭、宮崎市の宮崎山形屋ではまるいわ饅頭